# Riksväg 63
| 63 |

Riksväg 63 er en svensk riksväg, som går mellem Karlstad og Ludvika via Filipstad.
Den er skiltet Ludvika mod nord og Karlstad mod syd. Strækningen mellem Ludvika og Kopparberg deles med Riksväg 50. Vejen er vigtig for rejsende mellem Värmland/Dalsland og Dalarna/Norrlandskusten. Der kører derfor mange lastbiler. Vejen løber gennem relativt tyndt befolkede områder, hvorfor personbilstrafikken ikke er ret tæt.

## Standard
Vejen er landevej hele vejen. Vest for Hällefors er den 7 til 9 meter bred og med en maksimal hastighed på 90 km/t. Øst om Hällefors er den meget skæv og smal, 6 til 8 meter. Vejen passerer gennem mange byområder, herunder Molkom, Filipstad, Persberg, Hällefors og Kopparberg.

## Historie
Vejen havde i 1950'erne vejnumrene 236 Karlstad-Molkom og 233 Molkom – Filipstad – Kopparberg (– Skinnskatteberg – Västerås).
Det meste af vejen er den gamle strækning. Milestenene på en del af strækningen langs vejen antyder dette, ligesom kurverne. Siden 1950'erne har riksväger skulle bygges med kurver, som ikke er skarpere end at en maksimal hastighed på 90 km/t er passende. De seneste årtier er der ikke sket den store udvikling. Sammenlignet med 1940'erne er der nyere veje fra 1970'erne tæt på Karlstad. En ny gennemkørsel gennem Filipstad og syd om Hällefors fandtes i 1960'erne, men ikke i 1940'erne.

## Trafikpladser og afkørsler
| Type | Skiltning                                           |
| ---- | --------------------------------------------------- |
|      | E18 Stockholm Oslo; 236 Hammarö                     |
|      | Rud Karlstad                                        |
|      | Stockfallsmotet − Stockfallet Skåre Djupdalen       |
|      | Molkom − 240 Kristinehamn                           |
|      | Molkom − 240 Hagfors                                |
|      | Filipstad − 246 Hagfors                             |
|      | Filipstad − 26 Mariestad                            |
|      | Persberg − 26 Mora                                  |
|      | Hammarn − 205 Karlskoga, 244 Örebro (krydser rv 63) |
|      | Kopparberg − 233 Västerås                           |
|      | N Kopparberg 50 Falun Örebro                        |